# Barbara Weil
Barbara Weil (* 1933 in Chicago, Illinois; † 19. Januar 2018 in Port d’Andratx, Mallorca) war eine US-amerikanische Künstlerin, die Beziehungen zwischen Malerei, Skulptur, zeitgenössischer Architektur und Mensch auf ungewöhnliche Weise sichtbar machte. Sie ließ in Zusammenarbeit mit Daniel Libeskind das Studio Weil entwickeln und bauen. Das architektonisch bedeutende Gebäude auf Mallorca enthält die Arbeits- und Ausstellungsräume der Künstlerin.

## Leben
Barbara Weil wuchs in Chicago auf und besuchte dort das Roosevelt College, dann das Art Institute of Chicago. Während sie eine Familie gründete, lebte und arbeitete sie in Kalifornien und später auf Mallorca. Dort starb sie am 19. Januar 2018 nach kurzer schwerer Krankheit im Kreise ihrer Familie.

## Werk
Auf den ersten Blick erscheint die Malerei als amerikanischer Abstrakter Expressionismus, jedoch anderer Art als die New York School. Tatsächlich untersuchte Barbara Weil am Art Institute of Chicago die Form- und Farblehre des Bauhauses.
Bei näherer Betrachtung zeigen sich weitere Zugänge: Bezüge etwa zu anderen Kunststilen und zu Figürlichkeit, kritische Bezüge zu klassisch künstlerischen Themen wie Liebe und weiblicher Körper und zu Themen aus Mythologien des Weiblichen, wie im Werkzyklus „Mythology of the Moon“ (Mythologie des Mondes) und Arbeiten wie „Super Woman - Back to the Womb“ (Super Woman – Zurück in die Gebärmutter). Im zeichnerischen Werk finden sich Selbstporträts.
Die Künstlerin setzt Kategorien der Malerei, Skulptur und Architektur durch intuitive und rationale Dekonstruktion vorwiegend in Formen des Abstrakten Expressionismus und neuerer Stilentwicklungen um. Es entstehen konsequent neue Wechselbeziehungen: Malerei mit Primärfarben wird zu perspektivischer Rauminstallation, eine Generation von Skulpturen erinnert an zweidimensionale Ausschnitte aus Malerei, andere werden aus Materialien entwickelt, denen wie Karton- und Papierblättern, Zweidimensionalität anhaftet. In ironischer Distanz zu Kunststilen und herkömmlicher Kunstproduktion fügt sich gewöhnlich getrennt Gedachtes zu einem Œevre, in dem alles in mentale, ausnahmsweise sogar physische Bewegung gesetzt wird. Drei Skulpturen, in einem großen gezackten Ausschnitt in der westlichen Seite des Studios der Künstlerin durch Meeresbrisen bewegt, stellen eine neuartige Verbindung zwischen Architektur und Kunst her.
Schon vor dem Bau des Studio Weil enthielt das Werk von Barbara Weil Bezüge zur Architektur der Gegenwart: Ab 1979 begann sie eine Serie von Fiberglas-Skulpturen, die zu einer Zusammenarbeit mit dem fortschrittlichen Architekten und Architekturtheoretiker Stanley Tigerman führte. Tigerman zeigt Werke von Barbara Weil in seinen Ausstellungsräumen.

## Studio Weil

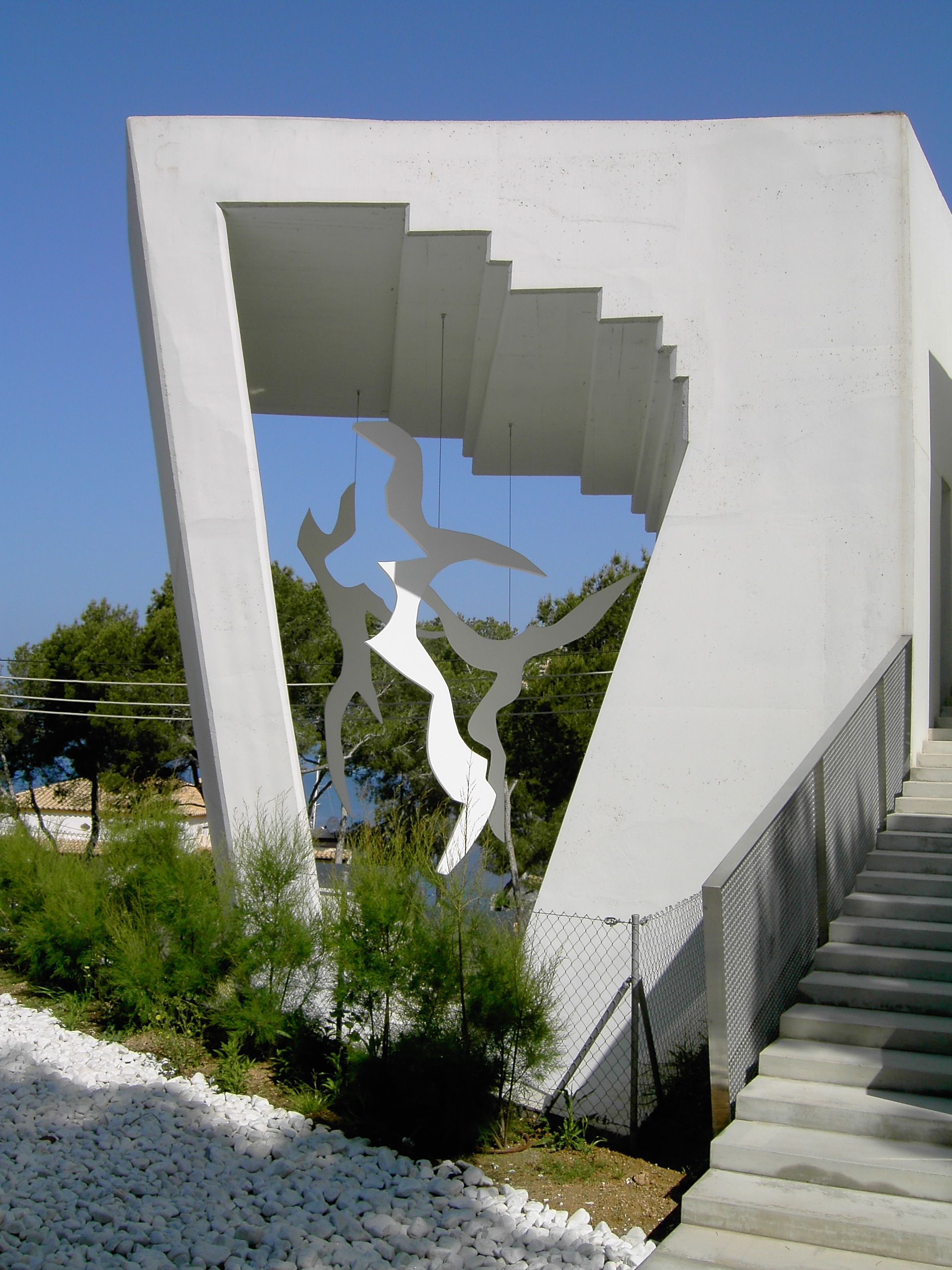
Drei Skulpturen, 2003,
als Teil der Architektur des Studio Weil. [http://aedesign.files.wordpress.com/2010/01/80c0dde63a.jpg Gesamtansicht

Als Barbara Weil 1998 plante, ihr Studio zu bauen, traf sie Daniel Libeskind, und ihre Arbeiten wurden zur Inspiration für seinen architektonischen Entwurf.
Barbara Weil und Daniel Libeskind entwickelten das Studio in Port d’Andratx in enger Zusammenarbeit. Der britische Architekturkritiker Jonathan Glancey erwähnt Gemeinsamkeiten im Umgang mit visueller Form, im Werk der Künstlerin und des Architekten, die bereits bestanden, bevor Libeskind bekannt wurde. Im Gestus der Künstlerin waren Kreisformen eine formale Basis. Libeskinds Beschäftigung mit dem System konzentrischer Kreise, das der mallorquinische Philosoph Ramon Llull als Welterklärung ersonnen hatte, erwies sich als ideale Ergänzung.
Libeskind bezeichnet das Studio im Vergleich zu seinen großen Bauten als Cello-Sonate. Angelegt in der Dimension eines konzentrierten Museums, ist es ständiger Ausstellungsort des Œuvres der Künstlerin.

## Skulpturen und Installationen
- Under the Moon 3,0 m, bemalte Eisenskulptur. Teil der Expo Sevilla 1992. Seit 2006 im Zentrum für zeitgenössische Kunst Andalusien im Monasterio de la Cartuja. Sevilla, Spanien
- Allegro 3,5 m, Bootsbauplatte, Autolack. Verbier Festival, 2002. Verbier, Schweiz
- Siurell de Libertad 3,0 m, Fiberglas, Autolack. Conservatorio de Musica Andratx, 1998. Andratx, Mallorca, Spanien
- Over the Moon 4,0 m, Fiberglas, Autolack. Paseo Maritimo, Puerto de Andratx, 1995. Puerto de Andratx, Mallorca, Spanien
- City of the Big Shoulders temporäre Installation mit 11 Wandskulpturen, Polyurethan Farbe auf Fiberglas, und einer stehenden Skulptur, Polyurethan auf Fiberglas. 1993 im Three Illinois Center. Chicago, Illinois (siehe Katalog[11]). Arbeiten aus der Installation befinden sich seit 1993 bei Stanley Tigerman, Archeworks, Chicago:
- Weibliche Skulptur 3,5 m, 1993, Wandskulptur
- Männliche Skulptur 2,4 m, 1993, Wandskulptur
- So Is She 140 cm, 1993, stehende Skulptur